# Massacro del giorno di san Brizio
Per massacro del giorno di san Brizio (in inglese St. Brice's Day massacre) si intende l'uccisione di tutti i danesi presenti nel Regno di Inghilterra ordinata dal re Etelredo lo Sconsigliato.
Il massacro avvenne il giorno 13 novembre 1002, giorno dedicato a san Brizio.

## Avvenimenti
Il Regno d'Inghilterra aveva subito incursioni danesi tra il 997 e il 1001; inoltre i danesi residenti nel territorio erano accusati di volersi impossessare dello stato ed uccidere il sovrano che, una volta udite queste voci, per tutta risposta ordinò l'omicidio indiscrimanato di tutti gli uomini danesi che si trovavano in Inghilterra.
Gli storici credono che il numero di morti nel massacro sia stato ingente: tra le vittime ci fu Gunhilde, sorella del re danese Sweyn I. Anche il di lei marito Pallig pare che sia stato passato per le armi, ma un'altra versione lo vuole morto in un'azione bellica compiuta proprio da quei predatori del sud che scatenarono la rabbia del re.
Nel 2008 furono ritrovati i resti di 38 cadaveri nel St John's College di Oxford: nel 2010 si stabilì che, di questi, 34 appartenevano a danesi uccisi nel massacro.
Gli storici hanno generalmente considerato il massacro del giorno di san Brizio un crimine politico che contribuì all'invasione perpetuata da Sweyn I l'anno seguente; tuttavia, l'entità del massacro è stata recentemente messa in discussione e cronisti medievali come Giovanni di Wallingford che la descrisse come "piena di esagerazioni". Simon Keynes parla di "cosiddetto massacro" con l'intento di sminuirlo e sulla stessa linea si trovano anche Ryan Lavelle e Audrey MacDonald.